# Гоголевский сельский совет (Шишацкий район)
Го́голевский се́льский сове́т (укр. Гоголівська сільська рада) — входит в состав
Шишацкого района
Полтавской области
Украины.
Административный центр сельского совета находится в 
с. Гоголево.

## Населённые пункты совета
- с. Гоголево
- с. Воронянщина
- с. Маликовщина
- с. Шарлаевка
- с. Шафрановка